# Carlos Tapia García
Carlos Enrique Tapia García (Lima, 11 de julio de 1941-Lima, 19 de enero de 2021) fue un ingeniero agrónomo, escritor, profesor de educación superior, analista político y político peruano. Fue diputado de la república durante el periodo parlamentario 1985-1990 por Izquierda Unida. Fue parte de la Comisión de la Verdad y Reconciliación que investigó el conflicto armado interno vivido en el Perú durante el periodo entre los años 1980 y 2000.

## Biografía
Nació en Lima el 11 de julio de 1941. Obtuvo el título de ingeniero agrónomo en la Universidad Nacional de San Cristóbal de Huamanga. Realizó estudios de maestría en Economía agrícola en la Universidad Nacional Agraria La Molina.
Fue profesor en la Universidad Nacional de San Cristóbal de Huamanga.

## Vida política
Fue parte del Movimiento de Izquierda Revolucionaria (MIR), en el cual llegó a ser Secretario General.
En 1977 fue parte de la directiva del frente electoral Unidad Democrática Popular (UDP) junto a Manuel Dammert, Agustín Haya de la Torre y Edmundo Murrugara. Como parte de UDP, fue candidato a la Asamblea Constituyente en las elecciones constituyentes de 1978 y candidato a la Cámara de Diputados en las elecciones generales de 1980. Sin embargo, no resultó elegido como parlamentario.
En 1983 fue dirigente del Partido Unificado Mariateguista (PUM), que resultó de la unión de Vanguardia Revolucionaria, el Movimiento de Izquierda Revolucionaria y una parte del Partido Comunista Revolucionario. En 1989 fue fundador del Movimiento Socialista Peruano (MSP) junto a Sinesio López.

### Diputado (1985-1990)
En las elecciones generales de 1985 fue elegido Diputado por Izquierda Unida para el periodo parlamentario 1985-1990. 
Intentó su elección como congresista en las elecciones de 1995 pero no resultó elegido y en las elecciones municipales del 2006 fue candidato a regidor provincial de Lima por el Partido Nacionalista Peruano.
Se desempeñó como asesor e investigador del Centro de Promoción y Desarrollo Poblacional.

### Comisionado de la CVR (2001-2003)
El 4 de junio de 2001, durante el gobierno de Valentín Paniagua, se creó mediante el Decreto Supremo N° 065-2001-PCM la Comisión de la Verdad y Reconciliación, encargada de esclarecer el proceso, los hechos y responsabilidades de la violencia terrorista y de la violación a los derechos humanos producidos desde mayo de 1980 hasta noviembre de 2000, imputables tanto a las organizaciones terroristas como a los agentes del Estado, así como proponer iniciativas destinadas a afirmar la paz y la concordia entre los peruanos. El 6 de junio se nombró a los miembros de esa comisión y entre ellos se nombró a Tapia García.
En agosto de 2011 fue designado asesor del Presidente del Consejo de Ministros, Salomón Lerner Ghitis, en materia política. Renunció al cargo en diciembre del mismo año.

## Fallecimiento
Falleció en Lima, el 19 de enero del 2021 a los 79 años de edad.

## Publicaciones
- La autodefensa armada del campesinado
- Sendero Luminoso y FF AA: dos estrategias y un final
- Tiempos Oscuros (1983-1995)